# Macropsis ulmaria
Macropsis ulmaria är en insektsart som beskrevs av Anufriev 1971. Macropsis ulmaria ingår i släktet Macropsis och familjen dvärgstritar. Inga underarter finns listade i Catalogue of Life.